# Gutau
Gutau är en ort och kommun i Österrike. Den ligger i distriktet Freistadt i förbundslandet Oberösterreich, 130 km väster om huvudstaden Wien. 
Kommunen består av 17 orter (Ortschaften) (inom parentes invånarantal 1 januari 2024):

- Erdmannsdorf (289)
- Fürling (109)
- Gaisruckdorf (23)
- Gutau (1 172)
- Guttenbrunn (53)
- Hundsdorf (135)
- Lehen (314)
- March (47)
- Marreith (130)
- Neustadt (83)
- Nußbaum (50)
- Reichenstein (25)
- Schallhof (35)
- Schnabling (23)
- Schöferhof (113)
- Stampfendorf (16)
- Tannbach (148)